# Hartmann von An der Lan-Hochbrunn
Fader Hartmann von An der Lan-Hochbrunn (egentligen Paul von An der Lan-Hochbrunn), född 21 december 1863 i Salorno, Sydtyrolen, död 6 december 1914 i München, var en österrikisk tonsättare.  
Han var lärjunge av Joseph Pembaur, ingick 1879 i franciskanorden och prästvigdes 1886. Han blev organist i Jerusalem 1893 och vid Santa Maria in Aracoeli-kyrkan i Rom 1895. Han kreerades 1905 till teologie hedersdoktor i Würzburg. Han väckte uppseende som kompositör med en rad oratorier, som Petrus (1900), Franciskus (1902) och Der Tod des Herrn (1905), varjämte han bland annat skrev ett Te Deum (1913), motetter och orgelstycken.

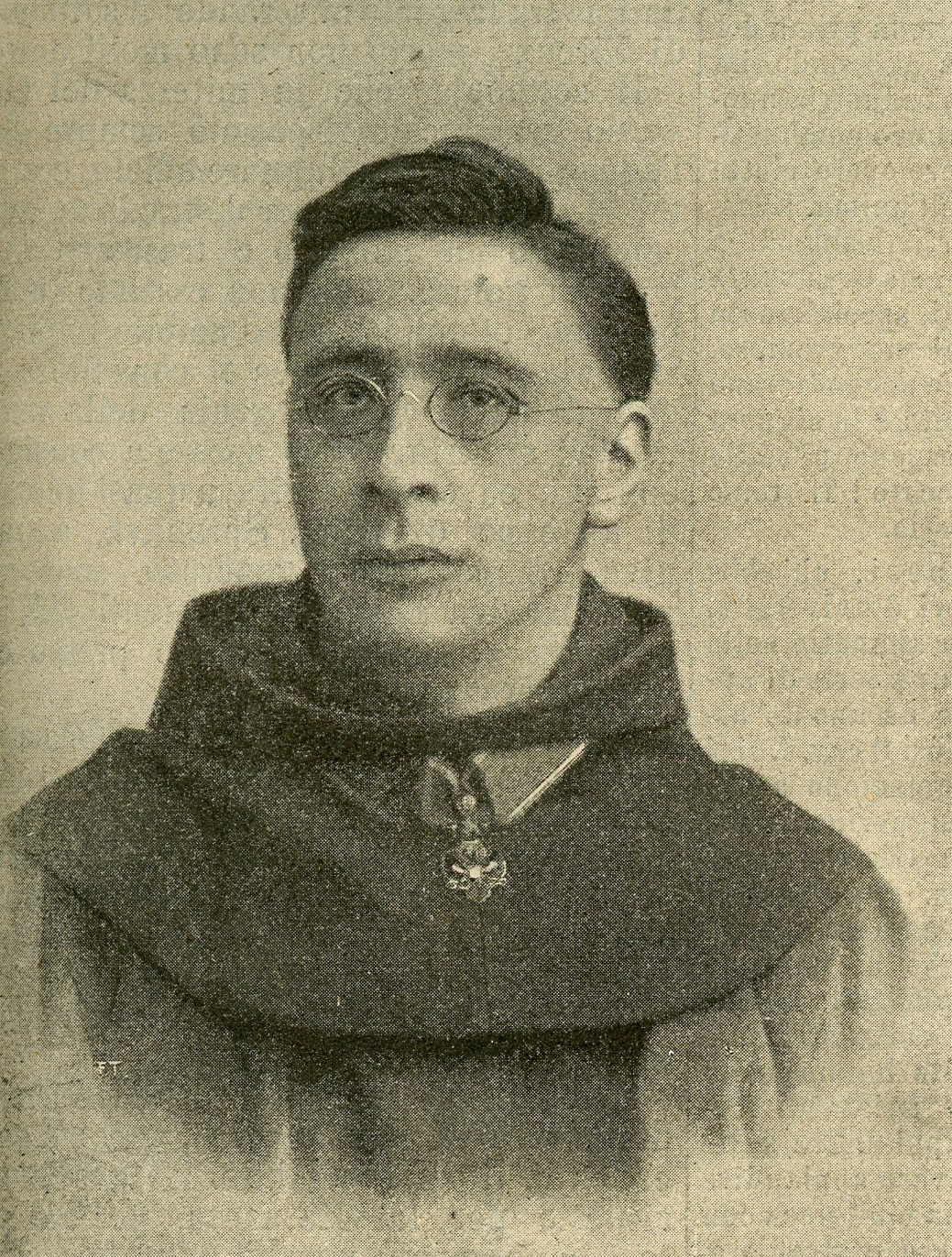
Hartmann von An der Lan-Hochbrunn